# Палм Спрингс
Палм Спрингс (енгл. Palm Springs) град је у америчкој савезној држави Калифорнија. По попису становништва из 2020. у њему је живело 44.575 становника.

## Демографија
Према попису становништва из 2010. у граду је живело 44.552 становника, што је 1.745 (4,1%) становника више него 2000. године.
| Група             | 2000.          | 2010.          |
| Белци             | 28.474 (66,5%) | 28.313 (63,6%) |
| Афроамериканци    | 1.681 (3,9%)   | 1.982 (4,4%)   |
| Азијати           | 1.639 (3,8%)   | 1.971 (4,4%)   |
| Хиспаноамериканци | 10.155 (23,7%) | 11.286 (25,3%) |
| Укупно            | 42.807         | 44.552         |